# Línea Murcia-Cartagena
La relación Murcia-Cartagena de Renfe Proximidad es un servicio regional de ferrocarril convencional. Es una de las cinco líneas de este tipo que se inauguraron en 2023, la única en el Levante, y que pretende unificar y abaratar las tarifas de los trenes de Media Distancia que cubren este trayecto, así como aumentar las frecuencias en él, sin el compromiso que supone la inauguración de una línea de cercanías. Enlaza además las líneas C-1 y C-2 con la línea C-4 de Cercanías Murcia/Alicante, siendo la única conexión ferroviaria que tiene la C-4.

## Recorrido
La duración aproximada del trayecto es de 1 hora, dependiendo del material rodante usado. Utiliza el tramo murciano de la línea Chinchilla-Cartagena.

## Frecuencias y servicios
Por esta línea circulan 10 trenes entre Murcia y Cartagena de lunes a viernes laborables y 6 en fin de semana y festivo, y otros tantos entre Cartagena y Murcia. La mitad de los trenes cubren o vienen de cubrir otro servicio de MD, generalmente la línea 44, pero pasan a ser Proximidad en Murcia.

## Mejoras

### Inclusión en Cercanías
El núcleo de Cercanías Murcia/Alicante tiene dos líneas que parten de Murcia hacia el norte y el sur y cubren una distancia mayor que Murcia-Cartagena. Aun así, esta última no está en el núcleo de Cercanías, por lo que posee abonos y tarificaciones diferentes, y un viaje Águilas-Cartagena requiere un doble pago que no es necesario en casos como Águilas-Alicante. El caso más extremo es un viaje Águilas-Los Nietos, que requiere un triple pago. Es por ello que popularmente se demanda una línea propiamente de Cercanías entre las dos mayores ciudades de la comunidad autónoma, y su integración en Cercanías como C-5.

### Integración ferroviaria en Cartagena
En 2022, se empezó a reformar la estación de ancho ibérico de la ciudad para acoger la llegada de la Alta Velocidad a Cartagena. La nueva estación tendrá vías de ancho ibérico y además ancho mixto (internacional e ibérico). Con ello, se abrió la puerta a integrar también los servicios de ancho métrico, juntando así todo el tráfico ferroviario en una parada y facilitando la intermodalidad, en línea con las reformas de las estaciones de Ferrol, Oviedo, Santander y Bilbao. Sin embargo, Adif desoyó la petición.